# جهاز أبو ظبي للمحاسبة
جهاز أبوظبي للمحاسبة هي هيئة حكومية محلية مستقلة لإمارة أبوظبي تهدف لفحص أموال الجهات الخاضعة لرقابتها. في عام 2008 حل الجهاز محل جهاز الرقابة المالية حسب القانون رقم (14) لسنة 2008. يتبع الجهاز لسمو ولي عهد أبوظبي وترفع إليه تقاريره. وترفع ملاحظاتها لرؤساء الجهات المعنية و تبقى هذه سرية ولا يزود الجمهور العام بخدماتها.

## الاهداف
يهدف الجهاز إلى 
1. التحقق من إدارة و تحصيل و صرف أموال و موارد الجهات الخاضعة، يتم بكفاءة وفعالية اقتصادية.[6]
2. التحقق من صحة التقارير المالية و التزام الجهات الخاضعة بالقوانين و الأنظمة و اللوائح و قواعد الحكومة على النحو المبين في هذا القانون.[7]
3. الارتقاء بمبادئ المساءلة و الشفافية في الجهات الخاضعة.[8]

## مهامه و مسؤولياته
1. الدوائر المحلية.
2. المجالس و الهيئات المحلية و ما في حكمها.
3. المؤسسات و الشركات و المشروعات التي تساهم فيها الحكومة بنسبة لا تقل عن 50%، و الجهات التابعة لتلك المؤسسات و الشركات و المشروعات.

- لولي العهد تكليف الجهاز بممارسة اختصاصاته على ايه جهة تساهم فيها الحكومة بنسبة تقل عن النسبة المشار إليها في الفقرة السابقة، أو تقدم لها إعانات أو منح، ورفع تقرير يتكشف له في هذا الشأن.[8]